# Мистер Миллиард
«Мистер Миллиард» — кинофильм 1977 года.

## Сюжет
Простой итальянский механик Гуидо Фальконе должен отправиться в Сан-Франциско, чтобы вступить в обладание миллиардным состоянием, полученным по завещанию умершего дяди Энтони Фокона. Он собирается в дорогу, не зная, что его ждет множество приключений. Его будут поджидать похитители. Его будут преследовать люди, нанятые Джоном Катлером, разъяренным президентом дядиной компании. Существуют капризы природы, в конце концов...

## Интересные факты
Другой вариант перевода названия - "Мистер миллиардер"

## В ролях
- Теренс Хилл - Гвидо Фальконе
- Валери Перрин - Рози Джонс
- Джеки Глисон - Джон Катлер
- Слим Пикенс - Дуэйн Хокинс
- Вильям Редфилд - Леопольд Лэси
- Чилл Уиллс - полковник Клейтон Т. Уинкл
- Дик Миллер - Берни
- Кэт Хефлин - Люси
- Франсис Хефлин - миссис Эппл Пи